# Система винагород
Система винагород (англ. Reward System) — це група нервових структур, відповідальних за стимулювання бажань і потягів, задоволення, та іхнє позитивне підкріплення (тобто навчання). Винагорода — принадна й мотиваційна властивість стимулу, що викликає апетитивну чи консумативну поведінку. Існує поняття винагородного подразника чи стимула (англ. rewarding stimulus). Це будь-який стимул, об'єкт, подія, дія або ситуація, яка має потенціал, щоби спонукати нас до наближення й споживання того, що викличе винагороду. В системі т.зв оперантного кондиціювання (або інструментального навчання — способу вироблення умовних рефлексів, при якому на поведінку впливають за допомогою наслідків поведінки: винагороди або покарання), потенційно-винагороджувані подразники діють як позитивні підкріплювачі; і обернене твердження теж вірно: позитивні зміцнювачі — винагороджуються.
Первинні винагороди — це ті, які необхідні для виживання особини й її нащадків, і включають у себе:
- Гомеостатичні (приємна їжа)
- Репродуктивні (сексуальний контакт і материнство/батьківство)

А також:
- Внутрішньозумовлені винагороди — це безумовні винагороди, які є привабливими й мотивують поведінку приємними відчуттями.
- Зовнішньозумовлені винагороди (такі як гроші) — це умовні нагороди, які є привабливими й мотивуючими, але не є безумовно приємними. Їхня цінність утворена шляхом навчання. Вони можуть також стати приємними після утворення умовних рефлексів на основі внутрішньозумовлених винагород.

## Визначення
У нейробіології система винагород визначається як сукупність структур головного мозку, які відповідають за винагородно-зумовлене пізнання, в тому числі позитивне підкріплення (навчання), а також бажання, симпатію  і задоволення.

## Анатомія системи винагороди
Мозкові структури, з яких складається система винагород, знаходяться, в першу чергу, серед «кортико-базально-ганглієво-таламічної петлі»; найбільш активна частина котрої знаходиться в базальних гангліях. Більшість шляхів, які з'єднують структури системи винагороди складаються з  глутамінергічних нейронів, ГАМК-ергічних середніх шипуватих нейронів і дофамінергічних інтернейронів, хоча інші типи нейронів теж присутні. Система винагород об'єднує такі структури як: вентральну область покришки, вентральний стріатум (в першу чергу, прилегле ядро, і нюховий горбок), дорсальний стріатум (хвостате ядро і лушпину), чорна субстанцію, префронтальну кору, передню поясну кору, острівцеву (інсулярну) кору, гіпокамп, гіпоталамус, таламус (кілька ядер), субталамічне ядро, бліду кулю, парабрахіальні ядра, мигдалеподібне тіло та розширену мигдалину.
Серед шляхів, що з'єднують структури в кортико-базально-ганглієво-таламічній петлі, групи нейронів, відомі як мезолімбічні шляхи, які з'єднують вентральну тегментальну ділянку (ВТД) в прилеглому ядрі, а також пов'язаних з ними ГАМК D-1 тип середніх шипуватих нейронів у прилеглому ядрі, слугують одним з найважливіших компонентів системи винагороди, який  бере пряму участь у безпосередньому сприйнятті мотиваційного компонента винагороди (тобто «хотіння»). Більшість дофамінових шляхів (нейрони, що використовують нейромедіатор дофамін для передачі сигналу) відбуваються у ВТД і є частиною системи винагороди; в цих шляхах допамін діє на D-1-подібні або D-2-подібні рецептори, тобто, стимулює (D-1-подібні) або інгібує (D-2-подібні) виробництво циклічного аденозинмонофосфат.  ГАМК-ергічні середні шипуваті нейрони в стріатумі також є компонентами системи винагороди. Глутамінергічні проєкції ядер в субталамічному ядрі, префронтальна кора, гіпокамп, таламус, мигдалеподібне тіло з'єднуються з іншими частинами системи винагороди через глутамінергічні шляхи. Медіальний пучок переднього мозку, який складається з моноамінових нейронів, які шлють проективні волокна з декількох окремих ядер, також є частиною системи винагороди.

### Центри задоволення
| Поняття                                              | Визначення |
| ---------------------------------------------------- | --- |
| Залежність                                           | адаптивний стан, пов'язаний з синдромом відміни після припинення багаторазового впливу стимулу (наприклад, споживання наркотиків) |
| Сенсибілізація                                       | посилена відповідь на стимул у результаті багаторазового впливу цього стимулу                                                     |
| Наркотична сенсибілізація або зворотна толерантність | ескалацію ефекту препарату, що виникає в результаті повторного введення в даній дозі                                              |
| Абстинентний синдром                                 | симптоми, які виникають після припинення регулярного вживання наркотиків                                                          |
| Фізична залежність                                   | залежність, що включає в себе симптоми стійкої фізико-соматичної абстиненції (наприклад, втому і делірій)                         |
| Психологічна залежність                              | залежність, яка включає в себе емоційно-мотиваційні симптоми абстиненції (наприклад, дисфорію та ангедонію)                       |
| Підкріплюючі стимули                                 | стимули, які збільшують ймовірність повторюваної поведінки в парі з ними                                                          |
| Винагородні стимули                                  | стимули, які мозок інтерпретує як внутрішньозумовлені позитивні                                                                   |
| Адиктивна поведінка                                  | це поведінка, яка є одночасно винагородною і підкріплюючою                                                                        |
| Наркотик                                             | це препарат, який одночасно викликає винагородження і підкріплення                                                                |
| Розлад, викликаний вживанням психоактивних речовин   | це стан, при якому використання таких речовин призводить до клінічно та функціонально значущих порушень або дистресу              |
| Толерантність                                        | зменшення ефекту лікарського засобу внаслідок повторного введення в тій самій дозі                                                |

Задоволення є складовою частиною винагороди, але не всі нагороди приносять задоволення (наприклад, гроші не викликають задоволення, якщо ця реакція попередньо не зумовлена). Подразники, які є натурально приємними, й тому привабливими, відомі як внутрішньозумовлені винагороди, тоді як подразники, які, хоч і є привабливими і мотивують «поведінку наближення», «таксис», approach behavior, але не є приємними за своєю природою, звуться зовнішньозумовленими винагородами. Зовнішньозумовлені винагороди (наприклад, гроші) стають приємними в результаті асоціативного навчання на основі використання внутрішньозумовлених винагород. іншими словами, зовнішні винагороди діють як мотивуючі магніти, які збурюють реакції саме «бажання», але не «задоволення». Гедонічні точки або центри задоволення (тобто, структури мозку, які опосередковують задоволення або  реакції задоволення через внутрішні винагороди — в рамках системи винагороди), які були визначені станом на  15 травня 2015 року, містяться: в «равлику» прилеглого ядра, вентральній частині блідої кулі, і парабрахіальному ядрі мосту; інсулярна, орбітофронтальна кора, ймовірно, також містять гедоністичні точки.
Одночасна активація всіх гедонічних точок в межах системи винагороди вважається необхідною умовою для створення відчуття сильної ейфорії.
Кент Беридж (Kent Berridge), фахівець в області  афективної нейробіології (яка вивчає невральні механізми емоцій), виявив, що солодкий («той, що сподобалося») і гіркий («той, що не сподобалося») смак продукують кожен свою специфічну орофаціальну експресію (міміку), і ці вирази були схожі у  новонароджених людей, орангутанів і щурів. Це свідчить про те, що задоволення має об'єктивні особливості і є однаковим по суті у різних тварин. Більшість нейробіологічних досліджень показали, що чим більше дофаміну вивільняється у винагороду, тим більш ефективною є сама винагорода. Це називається гедонічним ефектом, який може бути змінений зусиллями, спрямованими на нагороду і, практично, винагороджувати себе. Але Берридж (Berridge) виявив, що блокування дофамінових систем не змінює позитивної реакції на солодощі, виміряної за виразом обличчя. Іншими словами, гедоністичний вплив не змінюються в залежності від кількості цукру. Це суперечить загальноприйнятому припущенню, що дофамін опосередковує задоволення. Навіть з більш інтенсивним коливанням дофаміну, кінцевий результат, як виявляється, залишаються незмінними. Берридж розробив гіпотезу значущості стимулу, що описує аспект очікування винагороди. Це пояснює і компульсивне вживання наркотиків наркоманами, навіть коли препарат вже не викликає ейфорію, і потяг до препаратів, котрий відчувається навіть після того, як людина успішно пролікована. Деякі залежні реагують на певні невральні зміни, викликані наркотиками. Ця сенсибілізація мозкових структур схожа на ефект допаміну, бо в цьому випадку також виникають реакції бажання та задоволення. Мозок як людини, так і тварин переживає аналогічні зміни, що стосуються системи винагороди через подібність процесів.

## Історія

Бокс Скіннера:
Loudspeaker — динамік
Lights — світло
Response lever — важіль відповіді
Food dispenser — дозатор їжі
Electrified grid — сітка з підведеним електричним струмом

Джеймс Олдс(James Olds) і Пітер Мілнер (Peter Milner) були дослідниками, які відкрили систему винагород в 1954 році, намагаючись навчити щурів як вирішувати проблеми і проходити лабіринти. Вони подразнювали певні ділянки мозку, стимуляція котрих, як було згодом виявлено, викликає задоволення у тварин. Вони спробували провести такі самі досліди з людьми й результати були схожими.
У фундаментальному відкритті, зробленім у 1954 році, дослідники Джеймс Олдс і Пітер Мілнер виявили, що електрична стимуляція певних ділянок мозку струмами низького вольтажу у щурів може слугувати винагородою при навчанні тварин проходити лабіринти і вирішувати проблеми. Виявилося, що стимуляція цих частин мозку давали тваринам задоволення і в більш пізній роботі також люди повідомляли про приємні відчуття від такої стимуляції. Коли щури були протестовані в боксі Скінера (англ. Skinner boxes), де була можливість самостійно стимулювати ділянки системи винагород шляхом натискання на важіль, вони тиснули його протягом кількох годин. Дослідженнями протягом наступних двох десятиліть встановлено, що дофамін є однією з основних хімічних речовин, які допомагають проходженню нейронних сигналів в цих ділянках, і запропоновано вважати його «хімічним задоволенням мозку».
Іван Павлов був психологом, який використовував систему винагород для експериментального створення  умовних рефлексів. Павлов використовував систему винагороди практично — шляхом заохочення собак їжею після того, як вони почули дзвінок або інший стимул. Павлов винагороджував собак так, що вони пов'язували нагороду за їжу з дзвінком чи іншим стимулом.
Едвард Л. Торндайк (Edward L. Thorndike) використовував системи винагороди для вивчення оперантного кондиціонування. Він помістив кішку в коробку з головоломкою, а їжу розміщував поза коробкою так, щоб кішка хотіла втекти до їжі. Торндайк побачив, що кішки тікали з коробки, коли була їжа, також вони намагалися втекти без нагороди їжею. Торндайк давав котам їжу і свободу для стимуляції системи винагороди, щоби побачити, як кішки вчаться тікати з коробки.

## Залежність
ΔFosB (delta FosB), фактор транскрипції генів, є спільним фактором для практично всіх форм залежності (як поведінкової так і наркотичної). Коли концентрація його перевищена в D1-типу середніх шипуватих нейронах у прилеглому ядрі, то виникає поведінкова залежність та залежність нейронної пластичності, зокрема, ΔFosB сприяє «самопризначенню» препарату (рішенню про його вживання), підвищенню «винагородної сенсибілізації» (процесу, який викликає збільшення кількості винагороди) і перехресної «винагородної сенсибілізації» між конкретними наркотиками і поведінковими залежностями.
Наркотики і адиктивна поведінка винагороджуються і підкріплюються (тобто, виникає звикання) у зв'язку з їх впливом на дофаміновий мезолімбічний шлях. Вони не тільки стимулюють ці мозкові системи винагороди більш енергійно, ніж природні нагороди, але можуть також змінити їх. Постійне вживання наркотиків та участь у  діяльності, що викликає залежність, знижує резистентність і спричиняє виникнення толерантності. У той час як різке припинення вживання препарату й припинення адиктивної діяльності викликає падіння концентрації дофаміну нижче нормального рівня і спричиняє абстинентний синдром.